# Skála ÍF
Skála ÍF – półprofesjonalny farerski klub piłkarski, znajdujący się w miejscowości Skáli. Jego największym dotychczasowym sukcesem jest zdobycie drugiego miejsca w pierwszej lidze Wysp Owczych (2005), czym uzyskał prawo do gry w pierwszej rundzie kwalifikacyjnej Pucharu UEFA 2006/07.

## Historia

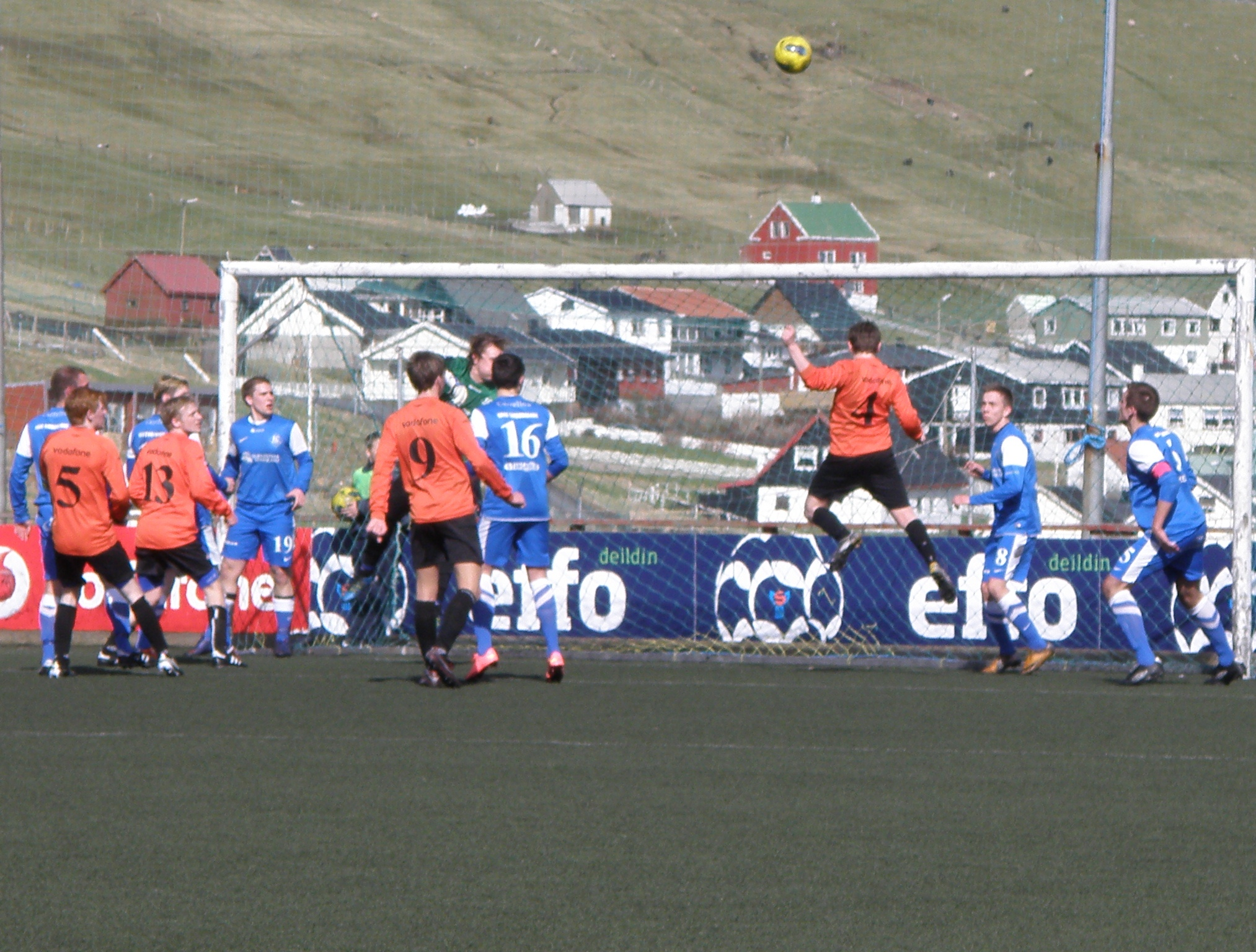
Piłkarze Skála ÍF podczas pucharowego meczu przeciwko FC Suðuroy (2012).

Klub założono 15 maja 1965 roku, jednak sekcja piłkarska, biorąca udział w rozgrywkach ligowych otworzona została w 1979 roku. Początkowo klub rozgrywał mecze w 3. deild, a po raz pierwszy do wyższego poziomu rozgrywek awansował w 1988 roku. Pierwszy awans do najwyższej ligi klub Skála ÍF osiągnął w 2002. Najlepszym wynikiem w niej było drugie miejsce podczas Formuladeildin 2005.
W rozgrywkach Pucharu Wysp Owczych klub nigdy nie dotarł do finału. Najlepszym jego rezultatem było dotarcie do półfinału w sezonie 2006.
Dwukrotnie Skála ÍF występował w rozgrywkach UEFA. Po raz pierwszy zagrał w Pucharze Intertoto 2005, przegrywając dwumecz przeciwko fińskiemu Tampere United 0:3 (0:2, 0:1). Drugi raz uległ IK Start z Norwegii podczas I rundy kwalifikacyjnej Pucharu UEFA 2006/07 0:4 (0:1, 0:3).

## Sukcesy

### Krajowe
- Mistrzostwo 1. deild (1x): 2015
- Mistrzostwo 2. deild (3x): 1998, 2000, 2010

### Indywidualne
- Król strzelców 1. deild (1x):
  - 2015 - Brian Jacobsen[2]

## Poszczególne sezony
Objaśnienia:
1. Zmiana nazwy na Formuladeildin ze względu na sponsora - Formula.
2. Zmiana nazwy na Effodeildin ze względu na sponsora - Effo.

## Obecny skład
Stan na 7 kwietnia 2016
| Nr | Poz. | Piłkarz             |
| -- | ---- | ------------------- |
| 1  | BR   | András Gángó        |
| 12 | BR   | Rógvi Ryggshamar    |
| 2  | OB   | Ari Olsen           |
| 4  | OB   | Jákup Jakobsen      |
| 6  | OB   | Pætur Jacobsen      |
| 22 | OB   | Arnhold Berg        |
| 5  | PO   | Fritleif í Lambanum |
| 7  | PO   | Ólavur Mikkelsen    |
| 8  | PO   | Símun Petur Poulsen |
| 9  | PO   | Brian Jacobsen      |

| Nr | Poz. | Piłkarz                  |
| -- | ---- | ------------------------ |
| 11 | PO   | Álvur Christiansen       |
| 14 | PO   | Hendrik á Fríðriksmørk   |
| 16 | PO   | Pauli Hansen             |
| 18 | PO   | Jan Hansen               |
| 20 | PO   | Edvin Jacobsen (kapitan) |
| 21 | PO   | Teitur Joensen           |
| 10 | NA   | Jákup Johansen           |
| 17 | NA   | Jónhard Frederiksberg    |
| 19 | NA   | Jóhan Johansen           |

## Dotychczasowi trenerzy
Następujący trenerzy prowadzili dotąd klub Skála ÍF
Stan na 7 kwietnia 2016
| Lp. | Imię i nazwisko      | Okres urzędowania | Okres urzędowania |
| --- | -------------------- | ----------------- | ----------------- |
| 1.  | Meinhardt Dalbúð     | 1989              | ?                 |
| 2.  | Hjørleif Niclasen    | 1993              | 1995              |
| 3.  | Asbjørn Mikkelsen    | 1995              | 1996              |
| 4.  | Hans Jákup Andreasen | 1996              | czerwiec 1996     |
| 5.  | Asbjørn Mikkelsen    | czerwiec 1996     | 1997              |
| 5.  | Heri Mikkelsen       | czerwiec 1996     | 1997              |
| 6.  | Magnus Jacobsen      | 1997              | 1998              |
| 6.  | Hans Petur Jacobsen  | 1997              | 1998              |
| 7.  | Arthur Johansen      | 1998              | 2000              |
| 8.  | Kaysten Rasmussen    | 2000              | 2001              |
| 9.  | Eugen Voda           | 2001              | 2002              |
| 10. | Mathias Davidsen     | 2002              | wrzesień 2002     |
| 11. | Hans Jákup Andreasen | wrzesień 2002     | 2003              |
| 13. | Jóhan Nielsen        | 2003              | październik 2006  |
| 14. | Dragan Kovacević     | październik 2006  | kwiecień 2007     |
| 15. | John Petersen        | kwiecień 2007     | 2009              |
| 16. | Bárður Danielsen     | 2009              | 2010              |
| 16. | Alexandur Johansen   | 2009              | 2010              |
| 17. | Alexandur Johansen   | 2010              | 2011              |
| 17. | Eliesar Olsen        | 2010              | 2011              |
| 18. | Eliesar Olsen        | 2011              | czerwiec 2014     |
| 19. | Pauli Poulsen        | czerwiec 2014     |                   |

## Statystyki
- Liczba sezonów w najwyższej klasie rozgrywkowej: 9 (2002–2008, 2014, 2016-nadal)[3]
- Pierwsze zwycięstwo w najwyższej klasie rozgrywkowej: 15 września 2002 Skála ÍF - EB/Streymur 3:1[3]

## Europejskie puchary
Legenda do wszystkich tabel:
- Q – runda eliminacyjna, 1/16, 1/8, 1/4, 1/2 – odpowiednia faza rozgrywek, Grupa – runda grupowa, 1r gr – pierwsza runda grupowa, 2r gr – druga runda grupowa, F – finał, R – runda, PO – play-off
- k. – rzuty karne, los. – losowanie, Dogr. – dogrywka, w. – zasada bramek strzelonych na wyjeździe

| Sezon   | Rozgrywki        | Runda | Klub           | Dom | Wyjazd | Ogólnie |
| ------- | ---------------- | ----- | -------------- | --- | ------ | ------- |
| 2005    | Puchar Intertoto | 1R    | Tampere United | 0–2 | 0–1    | 0–3     |
| 2006/07 | Puchar UEFA      | 1Q    | Start          | 0–1 | 0–3    | 0–4     |